# Pietro Grammatico
Pietro Grammatico (Trapani, 11 luglio 1885 – Trapani, 3 ottobre 1967) è stato un politico italiano.

## Biografia
Nato da famiglia contadina dell'agro ericino, ai primi del 900 si avvicina alle idee socialiste. Nel 1915 fondò a Paceco la Cassa Agraria Libertà, divenuta in seguito "Cassa Rurale ed Artigiana", 
Dal 1920 al 1922 fu Sindaco di Paceco. Per anni è segretario provinciale del Partito Socialista Italiano.
Nel 1948 è stato eletto deputato alla Camera nella lista Fronte del Popolo, aderisce al gruppo del PSI
 .
Torna sindaco di Paceco dal 1946 al 1959.
Nel 1953 viene eletto al Senato nella lista del PCI nel collegio Trapani-Marsala, e aderisce al gruppo della Sinistra Indipendente  . Nel 1956 torna nel PSI. Candidatosi alla Camera, non è rieletto nel 1958.
La piccola banca da lui fondata diviene, dopo la sua morte, Cassa rurale e artigiana sen. Pietro Grammatico.